# Eddy Col
Der Eddy Col (englisch für Wirbelpass) ist ein steilwandiger und felsiger Gebirgspass im Norden des Grahamlands auf der Antarktischen Halbinsel. Er verläuft 2,5 km südwestlich des Kopfendes der Hope Bay auf der Trinity-Halbinsel zwischen Mount Taylor und dem Blade Ridge.
Der Falkland Islands Dependencies Survey nahm 1955 Vermessungen und die deskriptive Benennung nach den hier vorherrschenden Winden vor.